# Hrabstwo Lincoln (Montana)
Hrabstwo Lincoln (ang. Lincoln County) – hrabstwo w stanie Montana w Stanach Zjednoczonych. Obszar całkowity hrabstwa obejmuje powierzchnię 3675,11 mil² (9518,49 km²). Według szacunków United States Census Bureau w roku 2009 miało 18 717 mieszkańców. Jego siedzibą jest Libby.

## Miasta
- Eureka
- Libby
- Troy
- Rexford

## CDP
- Fortine
- Happys Inn
- Indian Springs
- Midvale
- Pioneer Junction
- Sylvanite
- West Kootenai
- White Haven
- Yaak